# My Feelings for You
《My Feelings for You》是一首由艾维奇和Sebastien Drums于2010年创作的单曲。歌曲为法国乐队Cassius于1999年Astralwerks发行的原创歌曲的混音版。《My Feelings for You》于2010年12月13日在英国发行，它是一张数字EP，并配有混音版以及额外的混音版EP。人声选自格温·麦克雷（Gwen McCrae）的《All This Love That I'm Giving》，采集的人声样本会让人回忆起Cassius的《Feeling For You》。在英国正式发行后，《My Feelings for You》下载量大幅增加，在2010年12月19日的英国官方榜单公司单曲榜上名列第46位，在英国官方榜单公司舞曲榜上排名第4位，这也是该歌曲在排行榜上的最高排名。

## 音乐视频
《My Feelings for You》音乐视频于2010年10月15日在英国发行。视频播放数量居高不下，在2010年10月17日英国舞蹈排行榜排到了第4位。视频由澳大利亚艺术家布伦顿·马奇（Brenton March）创作的CtrldChaos.com网站动画，它由电脑生成，讲述了两颗相爱的心的故事。一颗心被带走时，另一颗追赶它。该视频致敬了各种经典电子游戏，如《乓》、《青蛙过河》、《太空侵略者》、《大金刚》、《Breakout》/《快打磚塊》、《吃豆人》、《俄羅斯方塊》、《超级马里奥兄弟》以及《太阳系战机》。视频浏览量超过了2,000万次。此外，它还引用了电子游戏《零翼战机》中的一段对话（“All your feelings are belong to us...”而最初的短语是“All your base are belong to us”）。

## 曲目列表
- 数字音乐下载

1. "My Feelings for You" - 3:05
2. "My Feelings for You" (Extended Mix) - 6:14

- 英国数字EP

1. "My Feelings for You" (UK Radio Edit) - 2:30
2. "My Feelings for You" (Original Mix) - 6:14
3. "My Feelings for You" (The Noise Remix) - 6:21
4. "My Feelings for You" (LMC Remix) - 5:52
5. "My Feelings for You" (Whelan and Di Scala Remix) - 6:48

- 数字EP（混音版）

1. "My Feelings for You" (The Prototypes Remix) - 5:02
2. "My Feelings for You" (Treasure Fingers Remix) - 5:39
3. "My Feelings for You" (Angger Dimas Breaks Re-Rub) - 3:33
4. "My Feelings for You" (Tom Geiss vs Mikael Weermets and John Wedel Remix) - 5:46
5. "My Feelings for You" (Nova Remix) - 5:56

- CD单曲 for You" (Radio Edit) - 3:07

1. "My Feelings for You" (Original Mix) - 6:15

## 榜单

### 周榜
無效榜單輸入 Germany2|25
| 榜单（2010年）                 | 最高排名 |
| ------------------------------ | -------- |
| 奥地利（Ö3四十强单曲榜）       | 34       |
| 比利时佛兰德（Ultratip舞曲榜） | 3        |
| 比利时瓦隆（Ultratip舞曲榜）   | 3        |
| 荷兰（荷蘭四十強單曲榜）       | 24       |
| 荷兰（百强单曲榜）             | 51       |
| 波蘭（波蘭五十強舞曲榜）       | 24       |
| 波兰（波兰视频榜）             | 1        |
| 瑞典（瑞典最熱榜）             | 37       |
| 瑞士（瑞士热门音乐榜）         | 40       |
| 英國（官方榜单公司舞曲榜）     | 4        |
| 英國（官方榜单公司獨立榜）     | 7        |
| 英國（官方榜单公司單曲榜）     | 46       |

### 年终榜
| 榜单（2010年）                 | 排名 |
| ------------------------------ | ---- |
| 比利时佛兰德（Ultratip舞曲榜） | 97   |
| 比利时瓦隆（Ultratip舞曲榜）   | 97   |

## 发行历史
| 地区           | 发行时间       | 格式                       |
| -------------- | -------------- | -------------------------- |
| 德国           | 2010年夏       | CD单曲 数字下载            |
| 瑞典 荷兰 瑞士 | 2010年9月      | 数字下载 数字EP （混音版） |
| 英国           | 2010年12月13日 | 数字EP 数字EP （混音版）   |